# 触发器 (数据库)
觸發式（英語：trigger）是在資料庫中，在执行對資料有異動的動作時，先行攔截並處理的一種資料庫物件，它大部份會設在資料表中，作為強制執行特定動作的程序，因此又稱為数据操纵语言（DML）触发器。
觸發程式的好處：
- 可在寫入資料表前，強制檢驗或轉換資料。
- 觸發程序發生錯誤時，異動的結果會被撤銷。
- 部份資料庫管理系統可以針對資料定義語言（DDL）使用觸發程序，稱為DDL触发器。
- 可依照特定的情況，替換異動的指令（INSTEAD OF）。

## 種類
DML觸發程序可以分為數種：
- BEFORE：在異動發生前執行。
- AFTER：在異動發生後執行。
- INSTEAD OF：替換異動的指令。

DDL觸發程序範圍就相當大，對資料庫物件的異動大多都可捕捉，視資料庫管理系統而定。

## 語法
SQL Server 的 DML 觸發程序可利用下列語法建立：
```
DELIMITER
 
|

CREATE
 
TRIGGER
 
`<
databaseName
>`
.
`<
triggerName
>`

<
 
[
 
BEFORE
 
|
 
AFTER
 
]
 
>
 
<
 
[
 
INSERT
 
|
 
UPDATE
 
|
 
DELETE
 
]
 
>

ON
 
[
dbo
]
<
tableName
>
 
//
dbo
(
所有者
)

FOR
 
EACH
 
ROW

BEGIN

...

END
 
|

```